# 斎藤その女

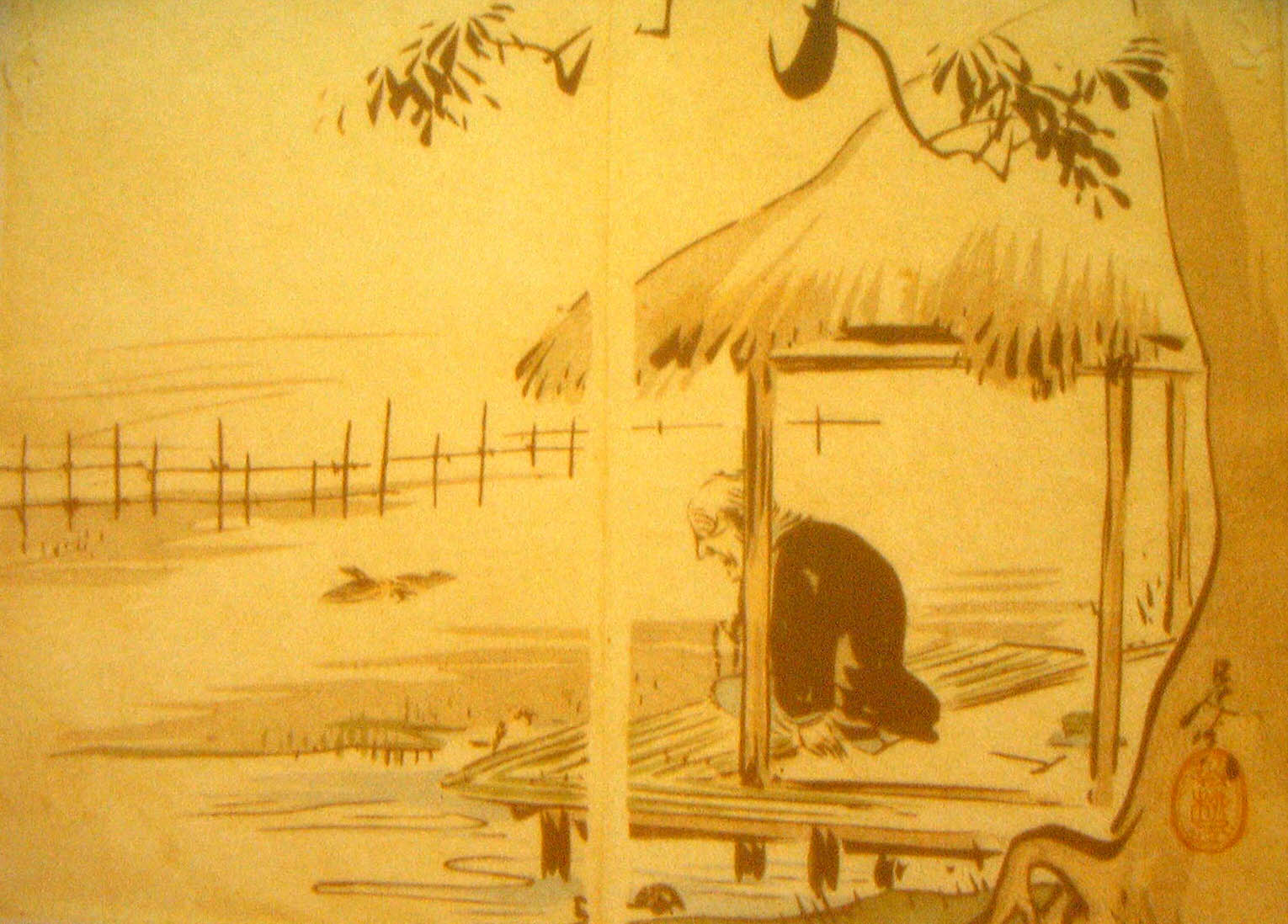
雀と遊ぶその女の図 柴田是真作

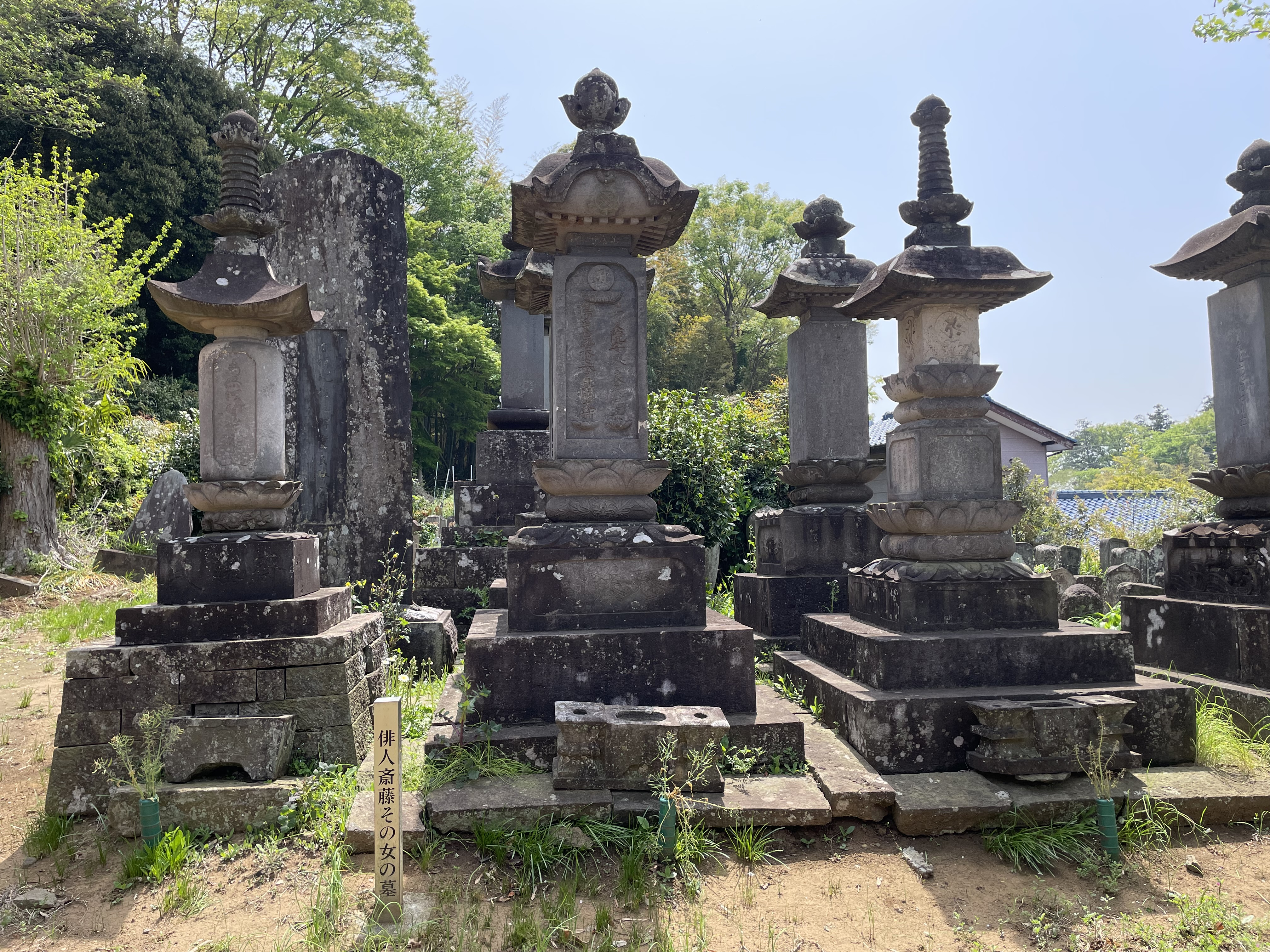
斎藤その女の墓（中央）

斎藤その女（さいとう そのじょ、天明2年（1782年） - 慶応4年（1868年））は、江戸時代後期に活躍した女流俳人である。

## 来歴
大穴村（現在の千葉県船橋市大穴）の名主斎藤安兵衛家に生まれ、幼時から俳諧に親しんだ。夏目成美や田川鳳朗、鈴木松什に師事した。文政13年（1830年）夫が死去したため寡婦となり、50代以降は俳諧と念仏に没頭した。
文久3年（1863年）その女は、三山地区周辺の俳人を募り、二宮神社に句額を奉納した。この額は現在、船橋市指定有形文化財である。また、傘寿の記念に『憑蔭集（たのむかげしゅう）』という俳諧集が刊行された。この句集には、雀と遊ぶその女を描いた柴田是真（蒔絵師）の絵が添えられている。慶応4年（1868年）1月28日に87歳で没した。
墓標は大穴北の西光院にあり、船橋市指定史跡となっている。

## 斎藤その女に関わる文化財
- 船橋市指定文化財
  - 斎藤園女等二宮神社奉納句額（船橋市指定有形文化財）[3]
  - 斎藤その女の墓（船橋市指定史跡）[2]